# أسرى الحرب الألمان في الولايات المتحدة

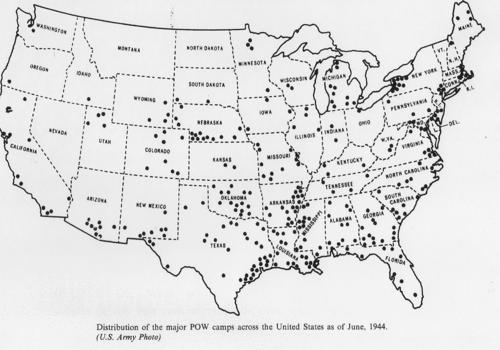
كبرى معسكرات أسرى الحرب في الولايات المتحدة حتى شهر يونيو من عام 1944.

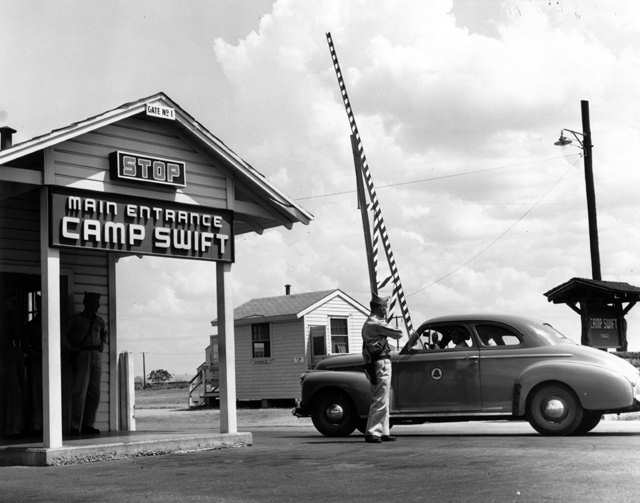
صورة لمدخل معسكر سويفت بولاية تكساس خلال الحرب العالمية الثانية في شهر أغسطس من عام 1944

اعتُقِل أعضاء الجيش الألماني كأسرى حرب في الولايات المتحدة خلال الحرب العالمية الأولى والحرب العالمية الثانية. إجمالًا، عاش 425 ألف سجين ألماني في 700 معسكر في جميع أنحاء الولايات المتحدة خلال الحرب العالمية الثانية.

## الحرب العالمية الأولى
انتهت الأعمال العدائية بعد أن شهدت الولايات المتحدة أول إجراء لها في الحرب العالمية الأولى بستة أشهر، ووصل عدد صغير نسبيًا فقط من أسرى الحرب الألمان إلى الولايات المتحدة. كان العديد من السجناء بحارة ألمان اعتقلتهم القوات الأمريكية في الميناء بعيدًا عن ساحة المعركة الأوروبية. حددت وزارة الحرب الأمريكية ثلاثة مواقع كمعسكرات أسرى حرب خلال الحرب: فورت ماكفيرسون، وفورت أوغليثورب في جورجيا، وفورت دوغلاس في يوتا. يصعب التأكد من العدد الدقيق لأسرى الحرب الألمان في الحرب العالمية الأولى نظرًا لأنهم تواجدوا في نفس المنشآت التي كانت مستخدمة لاحتجاز المدنيين من أصل ألماني المقيمين في الولايات المتحدة، ولكن كان من المعروف أن هناك 406 أسير حرب ألماني في فورت دوغلاس و1373 في فورت ماكفيرسون. صنع السجناء الأثاث وعملوا على الطرق المحلية. دُفِن العشرات الذين ماتوا أثناء السجن كأسرى حرب في فورت دوغلاس في يوتا، ومقبرة تشاتانوغا الوطنية، وفورت ليون في كولورادو.

## الحرب العالمية الثانية

### خلفية
بعد دخول الولايات المتحدة الحرب العالمية الثانية عام 1941، طلبت حكومة المملكة المتحدة مساعدة أمريكية في إيواء أسرى الحرب بسبب عجز في المآوي في بريطانيا. وافقت الولايات المتحدة على إيواءهم،:5 على الرغم من أنها لم تكن مستعدة. كان لدى جيشها خبرة قصيرة فقط مع عدد محدود من أسرى الحرب في الحرب العالمية الأخيرة، ولم يكن جاهزًا للاعتبارات اللوجستية الأساسية مثل متطلبات الطعام والملابس والمأوى للسجناء. كان جميع الأمريكيين الناطقين بالألمانية تقريبًا منخرطين في الخارج مباشرة في جهود قتالية، وكانت الحكومة الأمريكية تخشى أن يؤدي وجود الألمان على الأراضي الأمريكية إلى خلق مشكلة أمنية وإثارة الخوف بين المدنيين.
على الرغم من «الشائعات الجامحة» حول كيفية تعامل الحلفاء مع السجناء،:86 كان من دواعي سرور بعض الألمان أن يُقبض عليهم من قبل البريطانيين أو الأمريكيين - كان الخوف من أن يُقبض عليهم من قبل السوفييت واسع الانتشار - لأنهم اختلفوا مع النازية أو مع شن أمتهم للحرب، وعادة ما نُقِل السجناء في سفن الحرية العائدة إلى الوطن، التي كانت ستعود فارغة لولا ذلك،:5 مع وصول ما لم يقل عن إلى 30 ألف شهريًا. في حين خاطروا بالغرق من قبل غواصات اليو بوت خاصتهم في المحيط، بدأت المعاملة الجيدة مع الوجبات الكبيرة التي قُدِّمَت على متن السفن. عند وصولهم إلى أمريكا، أدهشتهم راحة سيارات البولمان التي نقلتهم إلى معسكرات سجنهم، كما فعل حجم البلاد الكبير والازدهار غير المتضرر.

### اتفاقية جنيف

#### المعسكرات
أشرف الفريق الأول قائد الشرطة العسكرية (أوه بي إم جي):8 على السجناء الألمان البالغ عددهم 425 ألفًا. أقاموا في 700 معسكر في 46 ولاية. قد لا توجد قائمة كاملة بسبب الطبيعة الصغيرة المؤقتة لبعض المخيمات والاستخدام المتكرر للمعسكرات التابعة أو الفرعية إداريًا كجزء من وحدات أكبر. بخلاف الأسلاك الشائكة وأبراج المراقبة، كانت المعسكرات تشبه مواقع التدريب العسكرية القياسية للولايات المتحدة أو ألمانيا. تطلبت اتفاقية جنيف لعام 1929 من الولايات المتحدة توفير أماكن إقامة مماثلة لتلك الموجودة في جيشها الخاص، وهو ما عنى 40 قدمًا مربعًا (3,71 مترًا مربعًا) للرجال المجندين و120 قدمًا مربعًا (11,15 مترًا مربعًا) للضباط. إذا كان على السجناء النوم في الخيام بينما تُشيّد مساكنهم، فكذلك اضطر حراسهم للشيء ذاته. أُرسِل الأدميرالات الثلاثة والأربعين فريقًا أول المحتجزين إلى معسكر شيلبي في ولاية ميسيسيبي، حيث كان لكل منهم بنغل خاص به مع حديقة.
كلفت المبادئ التوجيهية الحكومية بإبعاد المنشآت عن المناطق الحضرية والصناعية لأغراض أمنية، وجعلها في المناطق ذات المناخ المعتدل لتقليل تكاليف البناء، وفي المواقع حيث يمكن لأسرى الحرب تخفيف النقص المتوقع في العمالة الزراعية.

#### عمل

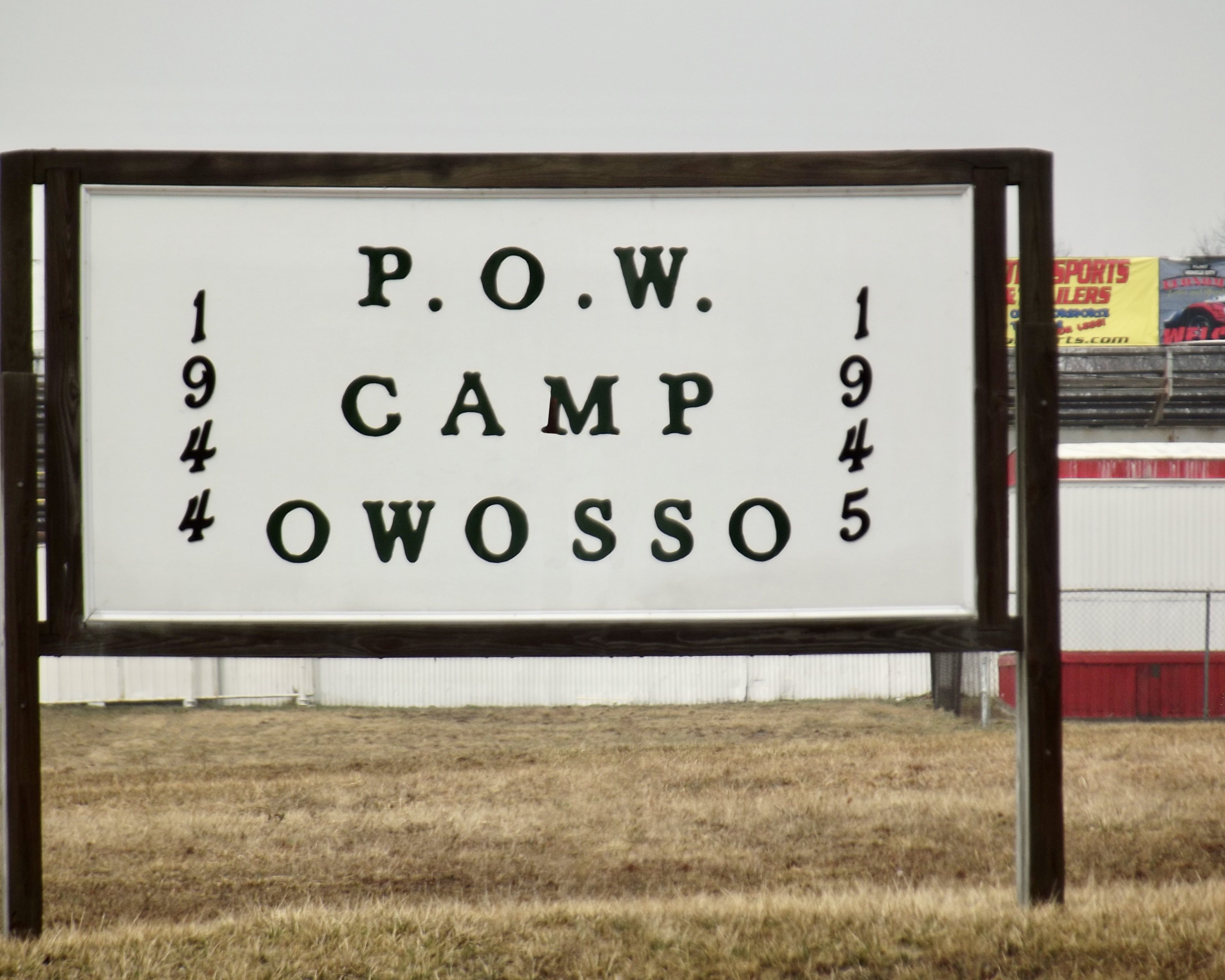
لافتة تشير إلى معسكر سابق لأسرى الحرب خلال الحرب العالمية الثانية في مدينة أوسو بولاية ميشيغان.

كان تفويض اتفاقية جنيف بالمعاملة المتساوية للسجناء يعني أيضًا أنهم كانوا يتقاضون أجورًا أمريكية عسكرية. لم يمكنهم العمل في المزارع أو في أي مكان آخر إلا إذا كانوا يتلقون أجورًا مقابل عملهم، ولم يكن ممكنًا إجبار الضباط على العمل. عندما أرسلت الولايات المتحدة ملايين الجنود إلى الخارج، كان النقص الناتج في العمالة يعني في نهاية المطاف أن أسرى الحرب الألمان عملوا نحو مجهودات الحلفاء الحربية من خلال المساهمة في مصانع التعليب، والمطاحن، والمزارع، وأماكن أخرى كانت تعتبر حدًا أدنى من المخاطر الأمنية.
لم يمكن استخدام السجناء في عمل له صلة مباشرة بالجيش أو في ظروف خطرة. كان الحد الأدنى للأجور للجنود المسجلين 0,80 دولارًا في اليوم، وهو ما عادل تقريبًا أجر جندي أمريكي. في عام 1943، قدرت الحكومة أن تكلفة عمل السجناء تتراوح من 50 إلى 75% من العمل الحر العادي. في حين أن الاختلافات اللغوية وخطر الهروب أو العمل غير الموثوق به كانت من العيوب، كان العمال الأسرى متاحين على الفور عند الطلب وفي العدد الدقيق المطلوب. بينما عمل السجناء في المتوسط بشكل أبطأ وأنتجوا أقل من المدنيين، كان عملهم أكثر موثوقية وذا جودة أعلى. ساعد جزء من أجورهم في دفع ثمن برنامج أسرى الحرب، وأمكن للعمال استخدام الباقي كمال جيب لمقصف المخيم. دُفِع لهم بالسندات. صودرت جميع العملات الصعبة مع الممتلكات الشخصية الأخرى أثناء الإجراءات الأولية للعودة بعد الحرب على النحو المنصوص عليه في الاتفاقية، حيث كان من الممكن استخدام الأموال أثناء محاولات الهروب.:78 تلقت الحكومة 22 مليون دولار في عام 1944 من أجور السجناء، وقدرت في تلك السنة أنها وفرت 80 مليون دولار باستخدام السجناء في المنشآت العسكرية.
كانت المعرفة العامة وتغطية الصحف للمعسكرات محدودة عمدًا حتى نهاية الحرب، جزئيًا للامتثال لاتفاقية جنيف وجزئيًا لتجنب الخوف من وجود عدو بهذه الأعداد الكبيرة. بينما قبل معظم المواطنين الذين يعيشون بالقرب من المعسكرات حضور السجناء، تلقت الحكومة مئات الرسائل كل أسبوع احتجاجًا على معاملتهم. طالب الكثيرون بقتل أسرى الحرب على الفور، وهو ما شجعته قوائم الضحايا الدورية في الصحف الأمريكية. واجهت الحكومة صعوبة في إقناع الجمهور بأن معاملة السجناء وفقًا لاتفاقية جنيف جعلت من المرجح أن تعامل ألمانيا السجناء الأمريكيين معاملة جيدة. كانت النقابات العمالية أكبر معارضة لاستخدام العمال السجناء، مستشهدة بقواعد لجنة القوى العاملة في الحرب التي تتطلب المشاركة النقابية في توظيف العمال كلما كان ذلك ممكنًا.:98–101 على الرغم من ذلك، بالنظر إلى النقص في اليد العاملة في زمن الحرب، لاسيما في الزراعة، قدر كثيرون إسهامهم، حتى أنه في أواخر فبراير 1945، طلب السياسيون في الولايات الريفية من الحكومة توفير 100000 سجين إضافي للعمل في المزارع.:6